# Migliori prestazioni europee nei 400 metri piani
La lista delle migliori prestazioni europee nei 400 metri piani, aggiornata periodicamente dalla World Athletics, raccoglie i migliori risultati di tutti i tempi degli atleti europei nella specialità dei 400 metri piani.

## Maschili outdoor

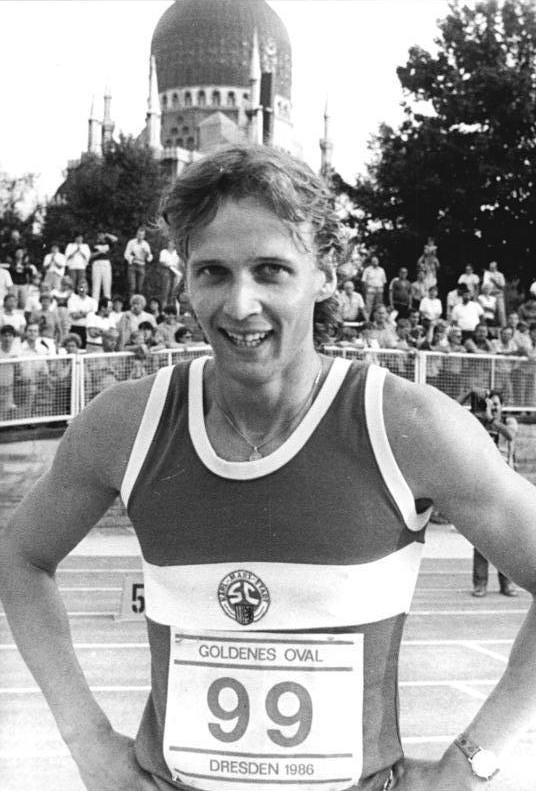
Thomas Schönlebe, detentore del record europeo dei 400m outdoor dal 1987 al 2023 ed ancora detentore del record europeo dei 400m indoor

Statistiche aggiornate al 7 giugno 2022.
|     | Tempo | Atleta               | Luogo      | Data             |
| --- | ----- | -------------------- | ---------- | ---------------- |
| 1.  | 44"26 | Matthew Hudson-Smith | Budapest   | 22 agosto 2023   |
| 2.  | 44"33 | Thomas Schönlebe     | Roma       | 3 settembre 1987 |
| 3.  | 44"36 | Iwan Thomas          | Birmingham | 13 luglio 1997   |
| 4.  | 44"37 | Roger Black          | Losanna    | 3 luglio 1996    |
| 4.  | 44"37 | Mark Richardson      | Oslo       | 9 luglio 1998    |
| 6.  | 44"43 | Jonathan Borlée      | Londra     | 4 agosto 2012    |
| 7.  | 44"45 | Martyn Rooney        | Pechino    | 23 agosto 2015   |
| 8.  | 44"46 | Leslie Djhone        | Osaka      | 29 agosto 2007   |
| 9.  | 44"47 | David Grindley       | Barcellona | 3 agosto 1992    |
| 10. | 44"48 | Liemarvin Bonevacia  | Berna      | 21 agosto 2021   |

## Femminili outdoor

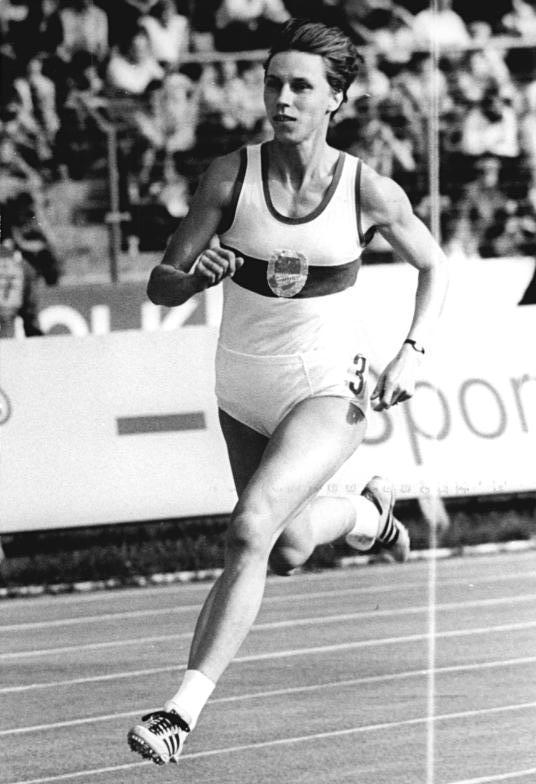
Marita Koch, primatista europea della specialità

Statistiche aggiornate al 10 giugno 2023.
|     | Tempo | Atleta                | Luogo     | Data              |
| --- | ----- | --------------------- | --------- | ----------------- |
| 1.  | 47"60 | Marita Koch           | Canberra  | 6 ottobre 1985    |
| 2.  | 47"99 | Jarmila Kratochvílová | Helsinki  | 10 agosto 1983    |
| 3.  | 48"25 | Marie-José Pérec      | Atlanta   | 29 luglio 1996    |
| 4.  | 48"27 | Ol'ha Bryzhina        | Canberra  | 6 ottobre 1985    |
| 5.  | 48"59 | Taťána Kocembová      | Helsinki  | 10 agosto 1983    |
| 6.  | 49"11 | Ol'ga Nazarova        | Seul      | 25 settembre 1988 |
| 7.  | 49"16 | Antonina Krivošapka   | Čeboksary | 5 luglio 2012     |
| 8.  | 49"19 | Marija Pinigina       | Helsinki  | 10 agosto 1983    |
| 9.  | 49"20 | Rhasidat Adeleke      | Austin    | 10 giugno 2023    |
| 10. | 49"24 | Sabine Busch          | Erfurt    | 2 giugno 1984     |

## Maschili indoor
Statistiche aggiornate al 6 marzo 2023.
|     | Tempo | Atleta              | Luogo        | Data             |
| --- | ----- | ------------------- | ------------ | ---------------- |
| 1.  | 45"05 | Thomas Schönlebe    | Sindelfingen | 5 febbraio 1988  |
| 1.  | 45"05 | Karsten Warholm     | Glasgow      | 2 marzo 2019     |
| 3.  | 45"24 | Pavel Maslák        | Sopot        | 8 marzo 2014     |
| 4.  | 45"33 | Carl Bengtström     | Belgrado     | 19 marzo 2022    |
| 5.  | 45"39 | Jamie Baulch        | Birmingham   | 9 febbraio 1997  |
| 5.  | 45"39 | Marek Plawgo        | Vienna       | 3 marzo 2002     |
| 7.  | 45"43 | Daniel Caines       | Birmingham   | 16 marzo 2003    |
| 8.  | 45"44 | Julien Watrin       | Istanbul     | 4 marzo 2023     |
| 9.  | 45"48 | Liemarvin Bonevacia | Apeldoorn    | 27 febbraio 2022 |
| 10. | 45"52 | David Gillick       | Birmingham   | 3 marzo 2007     |

## Femminili indoor
Statistiche aggiornate al 20 febbraio 2023.
|     | Tempo | Atleta                | Luogo      | Data             |
| --- | ----- | --------------------- | ---------- | ---------------- |
| 1.  | 49"26 | Femke Bol             | Apeldoorn  | 19 febbraio 2023 |
| 2.  | 49"59 | Jarmila Kratochvílová | Milano     | 7 marzo 1982     |
| 3.  | 49"68 | Natal'ja Nazarova     | Mosca      | 18 febbraio 2004 |
| 4.  | 49"76 | Taťána Kocembová      | Vienna     | 2 febbraio 1984  |
| 5.  | 50"01 | Sabine Busch          | Vienna     | 2 febbraio 1984  |
| 6.  | 50"02 | Nicola Sanders        | Birmingham | 3 marzo 2007     |
| 7.  | 50"04 | Olesja Krasnomovec    | Mosca      | 18 febbraio 2006 |
| 8.  | 50"15 | Ol'ga Zajceva         | Mosca      | 25 gennaio 2006  |
| 9.  | 50"21 | Vanja Stambolova      | Mosca      | 12 marzo 2006    |
| 10. | 50"23 | Irina Privalova       | Barcellona | 12 marzo 1995    |